# Орр, Уильям Макфадден
Уильям Макфадден Орр (англ. William McFadden Orr, 2 мая 1866, Комбер, Даун — 14 августа 1934, Дуглас) — северо-ирландский и британский учёный, специалист в области прикладной математики.

## Биография
Родился в семье фермера-протестанта.
Образование получил в методистском колледже Белфаста и Королевском колледже в Белфасте, ученик Джона Персера. Затем поступил в колледж Святого Иоанна в Кембридже, учился у Джозефа Лармора и получил высшее образование (бакалавр) в 1888 году. В учёбе показывал успехи, был лучшим в своем классе. Был избран членом своего колледжа.
Получил должность профессора математики в Королевском научном колледже Ирландии в 1892 году и профессора чистой математики и прикладной математики, когда колледж объединился с Университетским колледжем Дублина в 1926 году. Стал членом Королевского общества в 1909 году.
В 1933 году вышел на пенсию. Умер в 1934 году и был похоронен на кладбище на горе Джером, Дублин.
В 1892 году женился на Элизабет Кэмпбелл, в браке родились три дочери.

## Научные интересы
Имя Орра носит уравнение в теории течений вязкой жидкости (уравнение Орра—Зоммерфельда), впервые опубликованное в работах Орра в 1907—1908 годах.
Вёл исследования по специальным функциям в анализе и различным механическим проблемам, таким как прецессия и нутация (проблема, которую уже исследовал лорд Кельвин). Орр обнаружил ошибки в трактовке Кельвина в 1898 году (как и Анри Пуанкаре в 1901 году). Опубликовал ряд работ по термодинамике.